# Camila Batmanghelidjh
Camila Batmanghelidjh CBE ((/kəˈmɪlə bætmænˈɡɛlɪdʒ/; en persa: کامیلا باتمانقلیچ‎; Teherán, 1 de enero de 1963-Londres, 1 de enero de 2024) fue una autora, psicoterapeuta y ejecutiva de caridad irano-belga radicada en el Reino Unido. Fue la fundadora de la organización benéfica Kids Company (cerrada en 2015) y de Place2Be, organizaciones benéficas que trabajaron con niños marginados y jóvenes en riesgo, en el inner London, Bristol y Liverpool. Entre 1996 y 2015, Batmanghelidjh se convirtió en una personalidad de alto perfil, elogiada por celebridades y políticos por su trabajo con Kids Company. En 2007, The Guardian la describió como "una de las defensoras más poderosas de los niños vulnerables en el país". Fue apodada el "Ángel de Peckham".
En 2015, en medio de acusaciones de mala gestión y despilfarro de fondos, Batmanghelidjh renunció como directora ejecutiva de la organización benéfica, y Kids Company fue cerrada. Las alegaciones del oficial receptor de que Batmanghelidjh y siete fideicomisarios de Kids Company no eran aptos para ocupar cargos directivos fueron desestimadas en febrero de 2021 en un fallo de la alta corte emitido por la jueza Falk.
El 20 de agosto de 2015, la Charity Commission lanzó una investigación estatutaria sobre Keeping Kids Company. Sin embargo, esta se suspendió a la espera del resultado del fallo de la Alta Corte. La Alta Corte rechazó las acusaciones de mala gestión y exoneró a los directores y fideicomisarios de la organización benéfica. El informe de los Comisionados de Caridad se publicó finalmente en febrero de 2022. La Comisión encontró "mala gestión en la administración de la organización benéfica" debido a su repetido incumplimiento en el pago a acreedores, incluidos sus trabajadores y HMRC, a tiempo.

## Primeros años
Camila Batmanghelidjh nació en Teherán, Irán, en 1963, siendo la tercera de cuatro hijos, de Fereydoon Batmanghelidj (c. 1931
–2004), un doctor, y su esposa Lucile, una nacional de Bélgica. Sus padres se conocieron y casaron en Londres, donde su padre estudiaba en St Mary's Hospital, antes de regresar a Teherán. Batmanghelidjh nació dos meses y medio prematura y no se esperaba que sobreviviera. Su nacimiento no fue registrado y la fecha no fue anotada. Batmanghelidjh dijo que el nacimiento prematuro resultó en su desarrollo de dificultades de aprendizaje (incluyendo dislexia), y un autoproclamado trastorno endocrino que afecta su peso.

## Educación
Batmanghelidjh asistió a Sherborne School for Girls, una escuela privada en Dorset, y a la University of Warwick, donde obtuvo un título de primera clase en Teatro y Artes Dramáticas. Se formó como psicoterapeuta en el campus de Londres de Antioch University y en la Tavistock Clinic. A la edad de 25 años, fue empleada como psicoterapeuta a tiempo parcial en un proyecto en Camberwell, al sur de Londres, financiado por Children in Need. También asistió a los equipos de servicio y protección infantil de NSPCC. Batmanghelidjh escribió tres libros: Shattered Lives: Children Who Live with Courage & Dignity; Mind the Child  y Kids: Child Protection in Britain: The Truth.

## Trabajo de caridad

### The Place to Be
En 1991, Batmanghelidjh participó en la formación de The Place to Be, un proyecto de Family Service Unit que trabajaba con niños problemáticos en escuelas primarias. Trabajó en la unidad durante tres años, seguidos de dos años cuando se estableció como Place2Be. Durante ese tiempo, escribió el manual para la innovadora idea terapéutica. Posteriormente, varios fondos benéficos financiaron el proyecto. Batmanghelidjh renunció al proyecto en 1996 para crear una nueva iniciativa llamada Kids Company.

### Southwark's Urban Academy
The Urban Academy fue una academia educativa y de habilidades para la vida para mayores de 16 años en Southwark, South London. Fue fundada por Batmanghelidjh y administrada por su organización Kids Company. La organización ofreció una segunda oportunidad de educación para jóvenes que habían experimentado traumas significativos y no se habían comprometido con otros entornos.

### Kids Company
En 1996, después de dejar The Place To Be, Batmanghelidjh fundó Kids Company, una organización benéfica que proporcionaba cuidado a niños cuyas vidas habían sido interrumpidas por la pobreza, el abuso, el trauma y la violencia de pandillas. Originalmente un único centro de acogida en Camberwell, Kids Company afirmó haber ayudado a unos 36,000 niños, jóvenes y familias. Esta cifra ha sido cuestionada como improbable. En su fallo en el caso de la High Court en 2021, la jueza Mrs Justice Falk declaró que Kids Company tenía una "cohorte significativa de empleados, junto con un número de personal autónomo y voluntarios".
Kids Company operaba a través de una red de centros a nivel de calle, centros de educación alternativa y casas de terapia, con más de 40 escuelas en Londres y Bristol, así como un programa de artes escénicas en Liverpool.
La organización benéfica fue pionera en colaboraciones entre científicos y sus niños para comprender mejor cómo el trauma impacta negativamente el desarrollo cerebral y la salud. La investigación fue posteriormente publicada en revistas médicas y científicas.
Kids Company también realizó trabajos pioneros con las artes. Batmanghelidjh curó exposiciones que exploraban el trauma infantil en la Tate Modern, la Galería Saatchi  y la Real Academia. En 2012, el programa de artes de Kids Company fue honrado por la Royal Society for Public Health por 'contribuciones innovadoras y sobresalientes en el campo de las artes y la práctica de la salud con niños y jóvenes'.
Deborah Orr, en una entrevista con Batmanghelidjh, informó en 2012 que 15 evaluaciones independientes de Kids Company encontraron que el 96% de los niños asistidos volvieron a la educación y el empleo y tuvo un "impacto en la reducción del crimen" del 88%.
En 2013, Kids Company fue objeto de un importante estudio de la LSE que concluyó: "Kids Company combina flexibilidad y compromiso del personal para permitir un enfoque absoluto en las necesidades de los niños vulnerables; ofrecen al niño el conocimiento de que alguien se preocupa, ama y no los abandonará, independientemente de cualquier respuesta desafiante e inestable que pueda venir del niño". El estudio también encontró que la productividad y el bienestar del personal estaban por encima del 90 por ciento. Esto fue encargado por Kids Company, que pagó £40,000 por el informe elogioso.
Posteriormente, surgió que Batmanghelidjh había pedido a la Oficina del Gabinete que trajera contadores de KPMG para identificar el número de niños abusados, descuidados y con enfermedades mentales de los que el Estado tenía responsabilidad legal, pero que en cambio, se estaban auto-referenciando a la organización benéfica. La Oficina del Gabinete fue reacia a participar en esta iniciativa de recopilación de datos y luego pidió la dimisión de Batmanghelidjh. El desafío central para la organización benéfica y su sostenibilidad fue el hecho de que los niños y jóvenes abusados no solo accedían al servicio ellos mismos, sino que también referían a amigos que estaban siendo dañados.
En 2014, Batmanghelidjh invitó al Centre for Social Justice a revisar las fallas en la protección infantil en Gran Bretaña y el resultado fue un informe condenatorio llamado Enough is Enough.
Después de estos hallazgos, Batmanghelidjh buscó una asociación entre las principales agencias de bienestar infantil y organizaciones de salud mental, como el Instituto de Psiquiatría, con la intención de lanzar una campaña llamada "See the Child: Change the System", que tenía financiación para explorar un nuevo diseño para los servicios infantiles del Reino Unido.
En 2015, se informó por primera vez que Kids Company estaba en dificultades financieras significativas debido a acusaciones infundadas. Kids Company recibió una subvención gubernamental de £3 millones en julio de ese año, pero dentro de diez minutos de la transferencia de dinero, surgieron acusaciones de abuso sexual a través de Newsnight. El programa transmitió las acusaciones antes del resultado de cualquier investigación policial, y el informe llevó a los financiadores a retirar subvenciones.
Hablando con The Daily Telegraph en agosto de 2015, Batmanghelidjh dijo que esperaba que Kids Company pudiera regresar después de una reestructuración y una vez que la tormenta mediática hubiera pasado.
Después de 2015, Batmanghelidjh continuó trabajando con niños y familias vulnerables. Esto incluyó la provisión de terapia adecuada, defensa y protección. Colaboró con varias organizaciones benéficas, incluida Oasis Community Learning.
En febrero de 2016, el Comité de Administración Pública y Asuntos Constitucionales de la Cámara de los Comunes (PACAC) publicó un informe describiendo el colapso de Kids Company como "un catálogo extraordinario de fracasos". Concluyó que a lo largo de los 19 años de existencia de Kids Company, la Junta Directiva ignoró advertencias repetidas sobre la salud financiera de la organización benéfica, no proporcionó evidencia sólida de los resultados de la caridad y no abordó adecuadamente las crecientes preocupaciones sobre la idoneidad de sus programas y el comportamiento de su personal. La gestión financiera negligente de los fiduciarios hizo que la caridad fuera incapaz de sobrevivir a la reducción prevista en las donaciones tras la aparición de denuncias de abuso sexual. El cierre dejó a muchos beneficiarios vulnerables sin una fuente esencial de apoyo. El informe cita cuentas extraordinarias de artículos de lujo, vacaciones o días de spa derrochados en "los niños de Camila", un grupo favorecido de clientes, concluyendo que tal gasto desvió fondos caritativos de otros proyectos y programas que tenían el potencial de proporcionar apoyo más efectivo y a largo plazo a un grupo más amplio de jóvenes.
El 20 de octubre de 2020, el Administrador Oficial abrió un caso en el Tribunal Superior contra los exdirectores de Kids Company, buscando una descalificación de seis años para la dirección de empresas para la Sra. Batmanghelidjh y cuatro años para Alan Yentob. A pesar de ser directora ejecutiva y no directora. El 12 de febrero de 2021, el Tribunal Superior desestimó el caso contra Batmanghelidjh y los otros fiduciarios. La Sra. Justice Falk en el Tribunal Superior dijo: "La mayoría de las organizaciones benéficas, creo, estarían encantadas de contar con individuos con las habilidades y la experiencia que poseen los fiduciarios en este caso. Es vital que las acciones de los organismos públicos no tengan el efecto de disuadir a individuos capaces y experimentados de convertirse o seguir siendo fiduciarios de caridad." El juez habló de la "enorme dedicación [que] mostró a los jóvenes vulnerables a lo largo de muchos años" y sus logros, agregando: "Sería lamentable si los eventos que son el foco de esta decisión permitieran eclipsar esos logros." 
El fallo también sugirió que la Comisión de Caridad habría estado en mejor posición para manejar el caso. Una investigación por parte de la Comisión se suspendió porque el trabajo del Servicio de Insolvencia tenía prioridad. El 20 de agosto de 2015, la Comisión de Caridad lanzó una investigación estatutaria sobre Keeping Kids Company bajo Sección 46 de la Ley de Caridades de 2011. Sin embargo, esto se suspendió pendiente del resultado del fallo del Tribunal Superior. El informe de la investigación del regulador se publicó finalmente en febrero de 2022. La Comisión criticó a los fiduciarios y al ex CEO de Kids Company y encontró formalmente "una gestión inadecuada en la administración de la caridad" debido a su repetida falta de pago a los acreedores, incluidos sus propios trabajadores y HMRC, a tiempo. Sobre el poder e influencia de Batmanghelidjh sobre la junta de fiduciarios, la Comisión declaró: "Los fundadores de las organizaciones benéficas deben ser conscientes de que un papel de liderazgo permanente rara vez es lo mejor para una organización benéfica. Hay otras formas de aprovechar la pasión y el talento de los fundadores o individuos carismáticos sin que tengan poder y responsabilidad ejecutiva o estratégica. Ninguna organización benéfica debería estar definida por un solo individuo".

## Fallecimiento
Batmanghelidjh falleció el 1 de enero de 2024. The Guardian informó que ella "falleció pacíficamente el día de Año Nuevo, habiendo celebrado su cumpleaños con familiares y amigos."

## Premios y honores

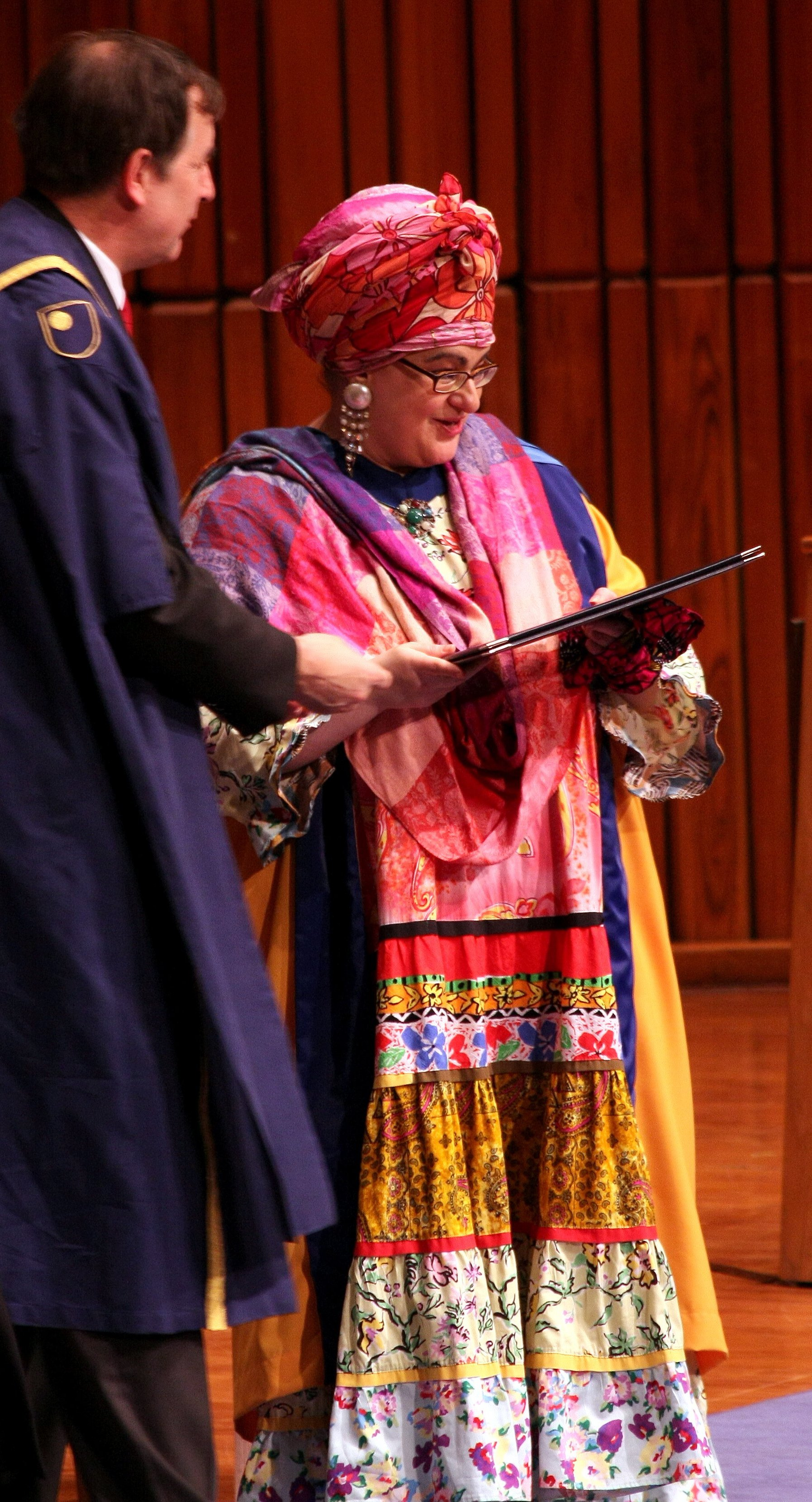
Batmanghelidjh recibiendo un título honorífico de la Open University en 2008

En 2009, Batmanghelidjh fue nombrada Mujer de Negocios del Año en los Premios Dods y Scottish Widows Women in Public Life. Una encuesta de lectores de New Statesman le otorgó el título de Persona del Año en 2006. También recibió el premio de Emprendedora Social del Año de Ernst and Young (2005), el premio a la Directora Ejecutiva Más Admirada de la revista Third Sector (2007), y el premio a la trayectoria del Centre for Social Justice en 2009. Batmanghelidjh recibió títulos honoríficos y doctorados de varias universidades, incluyendo la York St John University, la Open University, la Brunel University, la London South Bank University, la University of Warwick y la Nottingham Trent University. En septiembre de 2006, se le concedió un título honorífico de la Goldsmiths, University of London.
En enero de 2009, Batmanghelidjh recibió un título honorífico del Tavistock & Portman NHS Trust en conjunto con la University of East London por "logros significativos para niños y jóvenes que viven en la pobreza."
En febrero de 2013, fue nombrada una de las 100 mujeres más poderosas del Reino Unido por Woman's Hour en BBC Radio 4. Fue nombrada Comandante Honoraria de la Orden del Imperio Británico (CBE) por sus servicios a niños y jóvenes. En septiembre de 2014, se convirtió en Miembro Honorario de la UCL.

## Publicaciones
- Batmanghelidjh, Camila (May 1999). «Whose political correction?: The challenge of therapeutic work with inner-city children experiencing deprivation». Psychodynamic Counselling 5 (2): 231-244. doi:10.1080/13533339908402537.
- «Betrayal: the politics of child mental health». RSA Journal 148 (5493): 38-45. 2000.
- Shattered Lives: Children Who Live with Courage and Dignity (en inglés). Londres: Jessica Kingsley Publishers. 2006. ISBN 978-1-843-10603-6. (requiere registro).
- Camila Batmanghelidjh (2011). «England riots 2011: Camila Batmanghelidjh takes a look in the mirror». Haldane Society of Socialist Lawyers (59): 16-17. doi:10.13169/socialistlawyer.59.0016.
- Mind the Child. London: Penguin Books. 2013. ISBN 978-1-846-14655-8.
- Warnecke, Tom, ed. (2015). «Clinical snobbery—get me out of here! New clinical paradigms for children with complex disturbances». The Psyche in the Modern World. London: Karnac Books. pp. 43-61. ISBN 978-1-782-20046-8.
- Kids: Child Protection in Britain: The Truth. London: Biteback Publishing. 2017. ISBN 978-1785901195.